# أولف ميربولد
الدكتور أولف ميربولد (بالألمانية: Ulf Dietrich Merbold)‏ مواليد 20 يونيو 1941، أول شخص من ألمانيا الغربية وثاني شخص من ألمانيا الموحدة بعد سيغموند يان يطير في الفضاء، وهو كذلك أول رائد فضاء غير أمريكي يشارك في برنامج بعثات الفضاء.

## الحياة والتعليم
ولد أولف في بلدة غرايتس التابعة إلى ولاية تورينغن في ألمانيا، درس الفيزياء في جامعة شتوتغارت، حصل على درجة الدبلوم سنة 1968 ودرجة الدكتورة سنة 1976، انضم إلى جمعية ماكس بلانك لأبحاث المعادن في شتوتغارت، حيث كان يعمل في مجال فيزياء الحالة الصلبة.

## في مجال الفضاء
سنة 1978، اختير من قبل وكالة الفضاء الأوروبية، للتدريب على الرحلات الفضائية كاخصائي حمولة، شارك ضمن برنامج مكوك الفضاء من خلال البعثة رقم إس تي إس-9 سنة 1983، وإس تي إس-42 سنة 1992، شارك في مهمات مشتركة بين وكالة الفضاء الأوروبية و الروسية، ويعتبر أول رائد فضاء أوروبي يشارك في الهبوط على محطة مير الروسية، لا يزال ميربولد يعمل مع وكالة الفضاء الأوروبية في شعبة تعزيز الجاذبية.

## الحياة الشخصية
ميربولد متزوج ولديه إثنين من الأبناء، يهوى قيادة الطائرات الشراعية ويمتلك احداها.

## روابط خارجية
- أولف ميربولد على موقع الموسوعة البريطانية (الإنجليزية)
- أولف ميربولد على موقع مونزينجر (الألمانية)